# Nebulin

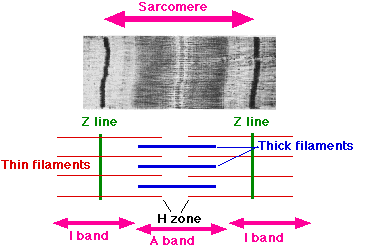
Nebulin reguluje délku tenkých filament (thin filaments) v sarkomeře svalových vláken: elektronmikroskopický snímek

Nebulin je obrovský protein o velikosti asi 800 kDa, jenž se vyskytuje v kosterní svalovině obratlovců a reguluje velikost tenkých filament v sarkomeře svalových vláken. V jeho struktuře se opakuje mnohokrát za sebou stejný motiv. Patří mezi aktin vázající proteiny a jeden nebulin je schopen asociovat se s 200 aktinovými podjednotkami, ale i s dalšími proteiny, jako je kalmodulin, tropomyosin, troponin a tropomodulin. Nebulin zřejmě funguje jako molekulární pravítko, jež reguluje délku sarkomery. Tato funkce však dosud nebyla zcela potvrzena a naopak se nově vynořují donedávna neznámé role tohoto proteinu. Mutace v genu pro nebulin jsou spojovány s tzv. nemalinní myopatií.